# Гюнтер Герліх
Гюнтер Герліх (нім. Günter Görlich, 6 січня 1928, Бреслау, Німецька імперія (нині Вроцлав, Польща) — 14 липня 2010, Берлін, Німеччина) — східнонімецький письменник. Голова Берлінського відділення Спілки письменників НДР, двічі лауреат Національної премії НДР.

### Основні твори
- «Чорний Петер» (1958)
- «Найдорожче та смерть» (1963)
- «Незручна любов» (1965)
- «Автомобільна аварія» (1967)
- «Трохи ближче до хмар» (1971)
- «Повернення на батьківщину, в країну незнайому» (1974)
- «Повідомлення в газеті» (1976)
- «Шанс чоловіка» (1982)

## Публікації російською мовою
- Герліх Г.Повідомлення в газеті: Повість. Пер. з нім. — М.: Прогрес, 1982. — 264 з. — (Сучасна зарубіжна повість).
- Герліх Г. Дівчинка та хлопчик: Повість. Пер з нім. Карінцева М. — М.: Дитяча література, 1984. — 160 с.

## Премії та нагороди
- Премія Об'єднання вільних німецьких профспілок (1960, 1966)
- Медаль імені Еріха Вайнерт (1962)
- Національна премія НДР (1971, 1978)